# Millières (Haute-Marne)
Millières ist eine französische Gemeinde mit 116 Einwohnern (Stand 1. Januar 2022) im Département Haute-Marne in der Region Grand Est (vor 2016 Champagne-Ardenne). Sie gehört zum Arrondissement Chaumont und zum Kanton Poissons. Die Einwohner werden Millièrois oder Molériens genannt.

## Geographie
Millières liegt etwa 22 Kilometer ostnordöstlich von Chaumont. Umgeben wird Millières von den Nachbargemeinden Consigny im Norden, Ozières im Nordosten, Thol-lès-Millières im Osten, Longchamp im Osten und Südosten, Mennouveaux im Süden und Südwesten, Ageville im Südwesten, Esnouveaux im Westen sowie Forcey im Nordwesten.

## Bevölkerungsentwicklung
| Jahr                       | 1962 | 1968 | 1975 | 1982 | 1990 | 1999 | 2006 | 2011 | 2019 |
| -------------------------- | ---- | ---- | ---- | ---- | ---- | ---- | ---- | ---- | ---- |
| Einwohner                  | 191  | 161  | 118  | 111  | 112  | 125  | 127  | 121  | 117  |
| Quellen: Cassini und INSEE |      |      |      |      |      |      |      |      |      |

## Sehenswürdigkeiten

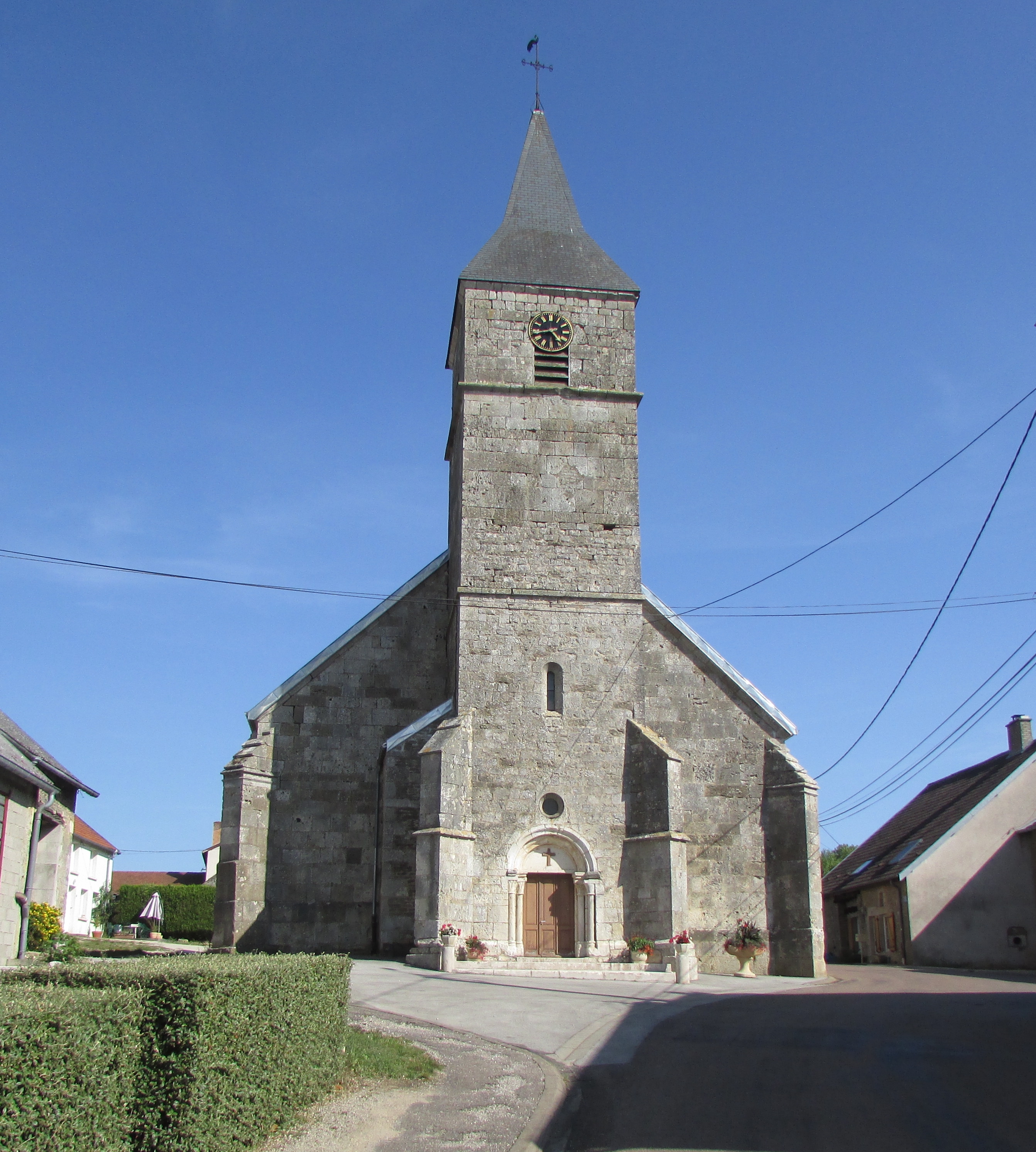
Kirche Saint-Gengoulph
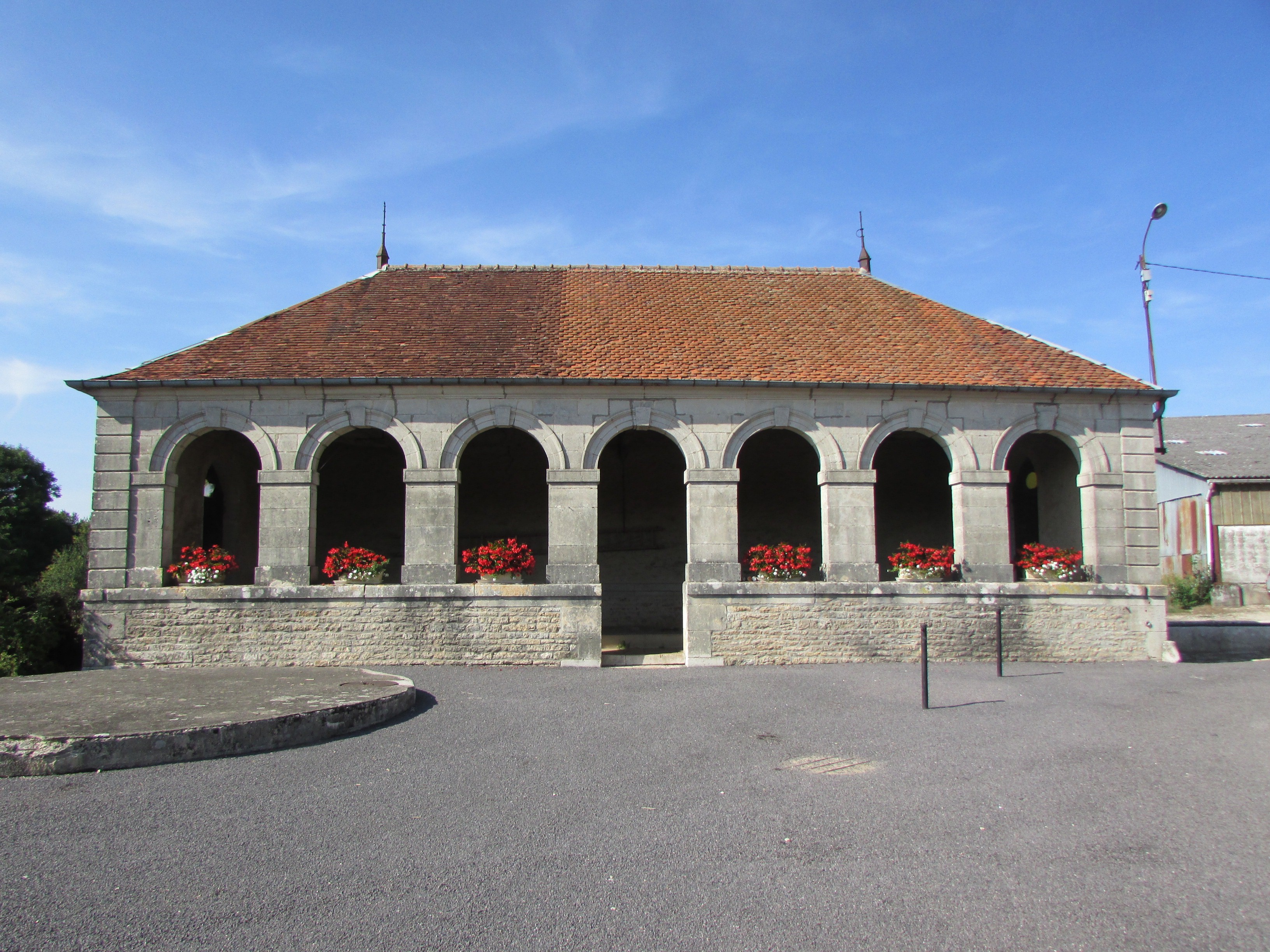
Waschhaus

- Kirche Saint-Gengoulph
- Waschhaus